# اجور
اجور (به انگلیسی: Ajur) یک منطقهٔ مسکونی در هند است که در کارناتاکا واقع شده‌است.